# Erzen
Der Erzen (albanisch auch Erzeni) ist ein Fluss in Mittelalbanien. Er entspringt rund 25 Kilometer östlich von Tirana beim Mali me Gropa im Skanderbeggebirge und fließt nordwestlich der albanischen Hauptstadt in die Adria. Seine Länge beträgt 109 Kilometer. Er entwässert den östlichen Zipfel und den ganzen Süden des Kreises Tirana sowie den Osten des Kreises Durrës, insgesamt 760 Quadratkilometer.
Die Quelle des Erzen liegt auf rund 1200 m ü. A. in einem großen Becken im Skanderbeggebirge. Bei den Dörfern Shëngjergj und Shënmëri speisen diverse weitere Quellen am Südhang des Mali me Gropa den jungen Fluss. Südlich des Dajti respektive des Mali i Priskës durchbricht der Erzen in einer tief eingeschnittenen Schlucht (Gryka e Skronës) die äußere Randkette, die Kruja-Kette. Ein Überfallwehr regelt den Einfluss in die Schlucht und verhindert mittels eines kleinen Stausees allzu große Abflussmengen.
In der Folge fließt er am nördlichen Fuße der Kodrat e Krrabës (Krraba-Hügel) nach Westen. Der Talboden, in dem er von einer Seite zur anderen mäandriert, ist ab Austritt aus der Randkette meist rund einen Kilometer breit.
Der Fluss passiert die Stadt Tirana nur wenige Kilometer von ihren südlichen Ausläufern entfernt. Nur ein kleiner Hügelzug trennt das Tal des Erzen von der Ebene von Tirana mit den Flüssen Lana, Tirana (Lumi i Tiranës), Zeza und Tërkuza, die sich im Ishëm vereinigen. Am südwestlichen Stadtrand bei Yzberisht ist der Übergang von der Ebene ins Erzen-Tal kaum wahrnehmbar. 
Südwestlich von Tirana durchbricht der Erzen den Hügelzug Kodra e Gjatë (lange Hügel). Danach wendet sich sein Lauf, nur noch wenige Kilometer vom Meer bei der Bucht von Durrës entfernt, nach Norden. Parallel zu den Kodra e Gjatë und der Küste verläuft er bei Shijak durch eine weite Ebene. Die Mündung liegt zwischen Durrës und der Landspitze des Kap Rodon an der weiten Bucht Gjiri i Lalzit. Die durchschnittliche Abflussmenge bei der Mündung liegt bei 18,1 m³/s, wobei die höchste Abflussmenge das Jahresminimum um das elffache übertrifft.

## Name
Der Fluss war in der Antike als Ardaxanus bekannt, woraus sich die heutige albanische Namensform entwickelt hat. Aus dem Jahr 1308 stammt die Nennung als Ersenta, was dem heutigen Namen bereits ähnlich ist. Doch 1591 wurde auch noch Arsenta benutzt.